# Geschichtspfad Glashütte
Der Geschichtspfad Glashütte wurde nach vierjähriger Planungszeit 2014 auf Initiative Norderstedter Bürger des Stadtteils Glashütte, des Heimatbundes Norderstedt und der Stadt Norderstedt ins Leben gerufen. An den wichtigsten historischen Stätten des früheren Dorfes Glashütte wurden 17 Informationstafeln aufgestellt, die die alten Gebäude beschreiben. Die Tafeln zeigen ein Foto aus früherer Zeit und einen erläuternden Text zum jeweiligen Standort. Sie haben eine Größe von 90 mal 60 Zentimetern.
Viele der geschichtsträchtigen Plätze liegen an und in der Nähe der Segeberger Chaussee.
| Nummer | Name                           | Anschrift                       | Baujahr | Informationstafel |
| ------ | ------------------------------ | ------------------------------- | ------- | ----------------- |
| 1      | Windmühle                      | Glashütter Markt ⊙              | 1851    |                   |
| 2      | Motormühle                     | Segeberger Chaussee 212 ⊙       | 1905    |                   |
| 3      | Heinrich-Böttger-Siedlung      | Böttgerstraße ⊙                 | 1952    |                   |
| 4      | Glashütter Sportverein         | Poppenbütteler Straße 272 ⊙     | 1926    |                   |
| 5      | Gemeindehaus mit Pastorat      | Glashütter Kirchenweg 16 ⊙      | 1954    |                   |
| 6      | Rathaus                        | Glashütter Kirchenweg 1 ⊙       | 1965    |                   |
| 7      | Gedenkstein                    | Hummelsbütteler Steindamm 150 ⊙ | 1896    |                   |
| 8      | Sparkasse                      | Segeberger Chaussee 296 ⊙       | 1846    |                   |
| 9      | Glashütte                      | Op de Hütt 9 ⊙                  | 1740    |                   |
| 10     | Schule                         | Glashütter Damm 262 ⊙           | 1746    |                   |
| 11     | Justizvollzugsanstalt Glasmoor | Glasmoorstraße 150 ⊙            | 1917    |                   |
| 12     | Ehemalige Post                 | Segeberger Chaussee 298 ⊙       | 1880    |                   |
| 13     | Gastwirtschaft „Zur Glashütte“ | Segeberger Chaussee 309 ⊙       | 1740    |                   |
| 14     | Torffabrik im Wittmoor         | Segeberger Chaussee 308 ⊙       | 1869    |                   |
| 15     | Glashütter Feuerwehr           | Glashütter Damm 268 ⊙           | 1890    |                   |
| 16     | Meilenstein                    | Segeberger Chaussee 337 ⊙       | 1840    |                   |
| 17     | Immenhof                       | Glashütter Damm 198 ⊙           | um 1830 |                   |